# هارفي سبنسر لويس
هارفي سبنسر لويس (بالإنجليزية: Harvey Spencer Lewis)‏ هو كاتب وصحفي أمريكي، ولد في 25 نوفمبر 1883 في فرينسيتاون في الولايات المتحدة، وتوفي في 2 أغسطس 1939 في سان خوسيه في الولايات المتحدة بسبب سكتة.

## وصلات خارجية
- هارفي سبنسر لويس على موقع الموسوعة البريطانية (الإنجليزية)